# Marcel Desailly
Marcel Desailly (*7. září 1968, Accra, Ghana) je bývalý francouzský fotbalový obránce či defenzivní záložník a reprezentant ghanského původu. Pelé ho roku 2004 zařadil mezi 125 nejlepších žijících fotbalistů.
Za francouzský národní tým odehrál celkem 116 zápasů a vstřelil 3 góly.

## Klubová kariéra
Ve 14 letech začal hrát juniorský fotbal za Nantes a v 17 letech se prvně objevil na soupisce rezervního týmu.
Na konci srpna 1986 si odbyl debut za A-mužstvo při porážce 0:1 proti Bordeaux,
Nantes se v tomto období mohlo opírat o hráče, jakým byl například Jorge Burruchaga, mistr světa s Argentinou.
Hrál také po boku dalšího mladého talentovaného Francouze Didiera Deschampse.
Proti AC Turín 17. září 1986 zaznamenal první start na evropské scéně v Poháru UEFA.
Jeho výkony si vysloužily pozornost Marseille a Monaka, v roce 1992 zamířil do Marseille, kde se znovu setkal s Deschampsem. Desailly si postupem času vybojoval místo v základní sestavě, v obranné čtveřici zaujal místo vedle zkušeného Basile Boliho z Pobřeží slonoviny.
V ročníku 1992/93 získalo Marseille pátý titul v řadě a dosáhlo finále Ligy mistrů. Desailly ve finále proti AC Milán uhlídal soupeřova hvězdného útočníka Marca van Bastena a Marseille díky brance Boliho vyhrálo nad italským mužstvem 1:0.
Zatímco se přístavní klub začal potýkat s následky úplatkářské aféry klubového majitele Bernarda Tapieho, Desailly byl na cestě do AC Milán, který v něm viděl vhodnou náhradu jednak za zraněného Zvonimira Bobana, jednak za stárnoucího Franka Rijkaarda, který se vrátil do Ajaxu.
Za Rossoneri v lize debutoval 21. listopadu 1993 při výhře 2:1 nad Neapolí.
První gól za milánský klub vsítil v lednu 1994 v zápase proti Reggianě.
Trenér Fabio Capello jej uplatnil jako defenzivního záložníka před takřka neprostupnou obrannou čveřicí Mauro Tassotti, Franco Baresi, Alessandro Costacurta a Paolo Maldini. Italská skvadra získala Scudetto (mistrovský titul) a přidala i triumf v Lize mistrů. Desailly si po roce zahrál další evropské finále, tentokrát proti Barceloně Johana Cruijffa. AC Milán zvítězil 4:0 a Desailly pojistil vedení čtvrtou brankou, stal se tak vůbec prvním hráčem v novodobé Lize mistrů, který tuto evropskou soutěž vyhrál dvakrát.
V ročníku 1994/95 si zahrál opět ve finále Ligy mistrů, ale AC Milán nedokázal obhájit, Ajaxu totiž podlehl 0:1.
Desaillyho kontroverzní „karate“ zákrok na Jariho Litmanena zůstal rozhodčím nepotrestán, k velké nevoli kouče Ajaxu Louise van Gaala.
Začátkem června 1998 se 29letý Desailly přemístil do Londýna, kde se upsal Chelsea. Ta za něj milánskému AC zaplatila částku 4,6 milionů liber.
Trenér Gianluca Vialli měl mistrovské ambice, avšak Chelsea skončila v ročníku 1998/99 třetí.

## Reprezentační kariéra
První zápas za francouzskou reprezentaci odehrál 22. srpna 1993 proti Švédsku v rámci kvalifikace na MS 1994.
V listopadu 1993 byl u domácí prohry s Bulharskem, Francie se na mistrovství světa neprobojovala.

## Přestupy
- z Olympique de Marseille do AC Milán za 6 500 000 eur
- z AC Milán do Chelsea FC za 6 325 000 eur

## Statistika
| Klub                   | Sezóna  | Domácí liga | Domácí liga | Domácí poháry | Domácí poháry | Kontinentální poháry | Kontinentální poháry | Celkem | Celkem |
| Klub                   | Sezóna  | Zápasy      | Góly        | Zápasy        | Góly          | Zápasy               | Góly                 | Zápasy | Góly   |
| ---------------------- | ------- | ----------- | ----------- | ------------- | ------------- | -------------------- | -------------------- | ------ | ------ |
| FC Nantes              | 1986/87 | 13          | 0           | 1             | 0             | 2                    | 0                    | 16     | 0      |
| FC Nantes              | 1987/88 | 11          | 0           | 1             | 0             | 0                    | 0                    | 12     | 0      |
| FC Nantes              | 1988/89 | 36          | 1           | 4             | 0             | 0                    | 0                    | 40     | 1      |
| FC Nantes              | 1989/90 | 31          | 1           | 3             | 0             | 0                    | 0                    | 39     | 1      |
| FC Nantes              | 1990/91 | 34          | 1           | 4             | 0             | 0                    | 0                    | 38     | 1      |
| FC Nantes              | 1991/92 | 32          | 2           | 1             | 0             | 0                    | 0                    | 33     | 2      |
| Olympique de Marseille | 1992/93 | 31          | 1           | 3             | 0             | 10                   | 1                    | 44     | 2      |
| Olympique de Marseille | 1993    | 16          | 0           | 0             | 0             | 0                    | 0                    | 16     | 0      |
| AC Milán               | 1994    | 21          | 1           | 1             | 0             | 6                    | 2                    | 28     | 3      |
| AC Milán               | 1994/95 | 22          | 1           | 1             | 0             | 10                   | 0                    | 33     | 1      |
| AC Milán               | 1995/96 | 32          | 2           | 1             | 0             | 7                    | 0                    | 40     | 2      |
| AC Milán               | 1996/97 | 29          | 1           | 3             | 0             | 5                    | 0                    | 37     | 1      |
| AC Milán               | 1997/98 | 33          | 0           | 8             | 0             | 0                    | 0                    | 41     | 0      |
| Chelsea FC             | 1998/99 | 31          | 0           | 6             | 0             | 7                    | 1                    | 44     | 1      |
| Chelsea FC             | 1999/00 | 23          | 1           | 4             | 0             | 16                   | 0                    | 43     | 1      |
| Chelsea FC             | 2000/01 | 34          | 2           | 3             | 0             | 1                    | 0                    | 38     | 2      |
| Chelsea FC             | 2001/02 | 24          | 1           | 11            | 0             | 2                    | 0                    | 37     | 1      |
| Chelsea FC             | 2002/03 | 31          | 2           | 1             | 0             | 1                    | 0                    | 33     | 2      |
| Chelsea FC             | 2003/04 | 15          | 0           | 2             | 0             | 8                    | 0                    | 25     | 0      |
| Al-Gharafa SC          | 2004/05 | 28          | 15          | ?             | ?             | ?                    | ?                    | ?      | ?      |
| Qatar SC               | 2005    | 7           | 0           | ?             | ?             | ?                    | ?                    | ?      | ?      |
| Celkem                 | Celkem  | 539         | 32          | 58            | 0             | 75                   | 4                    | 672    | 37     |

## Úspěchy

### Klubové
- 1× vítěz Ligue 1 (1992/93)
- 2× vítěz Serie A (1993/94, 1995/96)
- 1× vítěz katarské ligy (2004/05)
- 1× vítěz anglického poháru (1999/00)
- 1× vítěz italského Superpoháru (1994)
- 1× vítěz anglického Superpoháru (2000)
- 2× vítěz Ligy mistrů UEFA (1992/93, 1993/94)
- 2× vítěz evropského Superpoháru (1994, 1998)

### Reprezentační
- 2× na MS (1998 - zlato, 2002)
- 3× na ME (1996 - bronz 2000 - zlato, 2004)
- 2× na Konfederačním poháru FIFA (2001 - zlato, 2003 - zlato)